# Dotadas
En la mitología griega Dotadas era un rey de Mesenia, hijo y sucesor de Istmio.
Dotó a su ciudad de un puerto nuevo que mandó construir en Motone. Tuvo un hijo llamado Sibotas, que le sucedió.
| Predecesor: Istmio | Reyes de Mesenia | Sucesor: Sibotas |